# Holepunkt
Ein Holepunkt ist im physikalischen Sinne ein Punkt der Umlenkung.

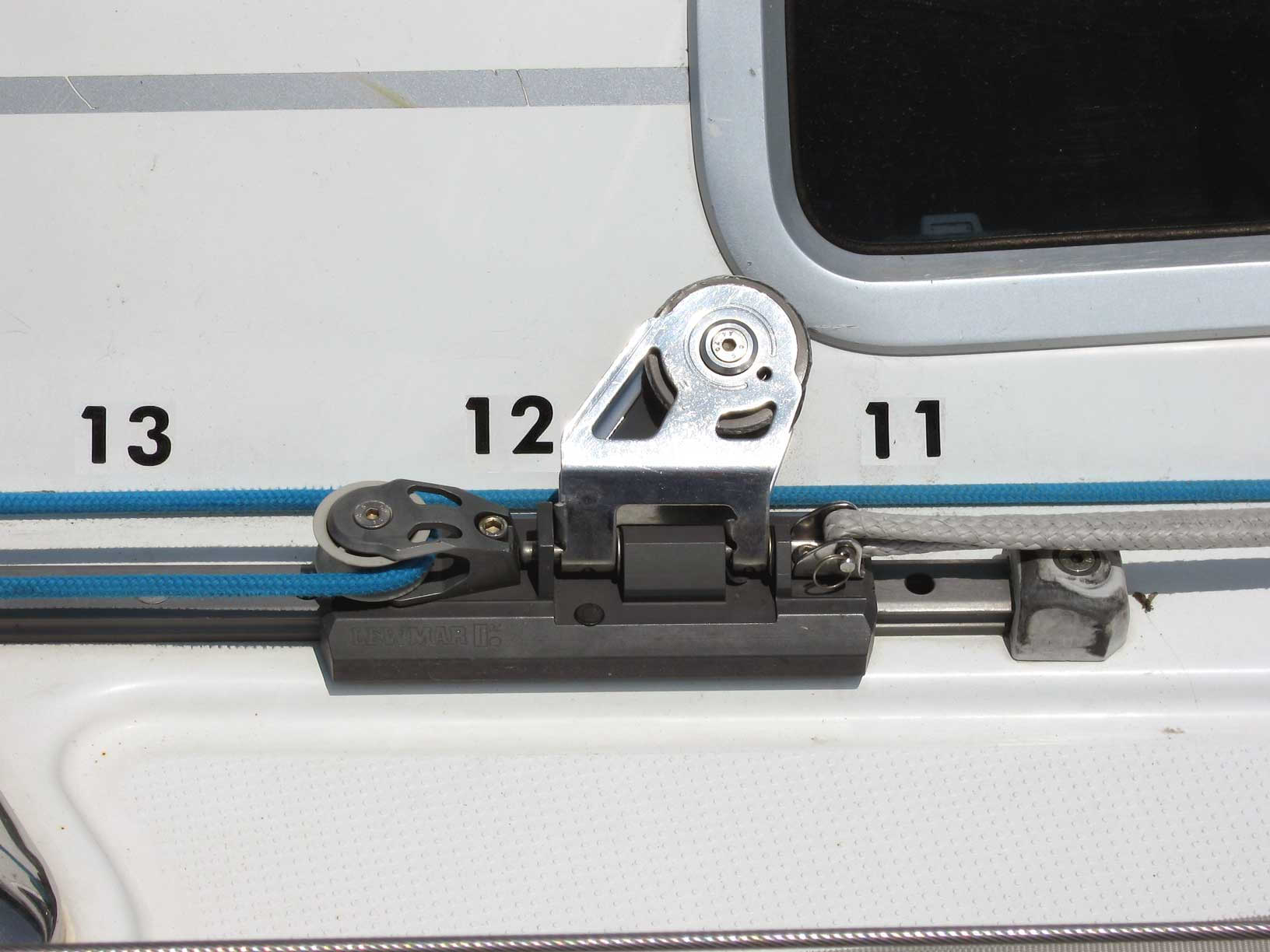
Ein verschiebbarer Fockschotholepunkt auf seiner Leitschiene

Auf einem Segelboot dient ein Holepunkt der Umlenkung und Führung einer Schot zwischen Schothorn am Segel und dem losen Ende der Schot, durch einen Block oder eine Öse.
Da verschiedene Segel und unterschiedliche Windverhältnisse jeweils andere Positionen des Holepunktes erfordern, sind Holepunkte meist verstellbar. Dies geschieht entweder über einen Schlitten auf einer Lochschiene, eine Talje (Flaschenzug) oder einen zweiten Block, der es erlaubt, den Holepunkt auch relativ zur Längsachse des Schiffes zu bewegen. 
Eine zusätzliche Verstellmöglichkeit quer zur Längsachse ist der Barber Hauler (oder Beiholer, bei Spinnakerschoten Tweaker, für Fock- und Genuaschoten auch Anakonda).